# 15 Central Park West
15 Central Park West (abreviado 15 CPW) es un edificio de apartamentos ubicado en West 61st Street con Central Park West en Nueva York. Las obras de construcción comenzaron en 2005 y finalizaron en 2008, con un coste total de 950 millones de $. El arquitecto del edificio Robert A.M. Stern lo diseñó empleado el estilo neoclásico.

## Desarrollo
Los promotores del edificio son Arthur y William Lie Zeckendorf de la empresa Zeckendorf Development, nietos del promotor inmobiliario William Zeckendorf, en asociación con Goldman Sachs y Eyal Ofer’s Global Holdings Inc. Eyal Ofer, también posee el Altria Building, 18 Gramercy Park y un nuevo edificio residencial de lujo en 50 United Nations Plaza, finalizado en 2014. 15 Central Park West es considerado una de las mejores ubicaciones para vivir en Nueva York. La ubicación, descrita como «uno de los terrenos más caros de todo Manhattan», costó 401 millones de dólares en 2004, comprende pequeña manzana en Central Park West, ocupada anteriormente por el deteriorado Mayflower Hotel (un edificio de 1926 de estilo neorrenacentista del arquitecto Emery Roth) y una parcela vacía.

## Arquitectura
Siguiendo los diseños de Robert A. M. Stern, 15 CPW se divide en dos secciones, una torre de 19 plantas que linda con Central Park West conocida como «la casa» y otra torre de 35 plantas que da a Broadway, unido por un vestíbulo acristalado. Las instalaciones del edificio incluyen una entrada para coches privada para evitar a los fotógrafos, una sala de proyecciones con 20 asientos, un gimnasio de 1300 m² con una piscina semiolímpica.
El crítico de arquitectura del The New Yorker, Paul Goldberger, afirmaba que el 15 CPW fue concebido para emular los numerosos edificios estilo Art decó que pueblan Central Park West. Lo describe en la revista Vanity Fair como un «ingenioso homenaje a los clásicos edificios de apartamentos de Candela que hay en Park Avenue y Fifth Avenue."» Comparó el 15 CPW con los grandes apartamentos de la década de 1920, como 778 Park Avenue, 834 Fifth Avenue, 1040 Fifth Avenue y 740 Park Avenue. La fachada del edificio realizada en piedra caliza proviene «de la misma cantera que empleó el Empire State Building». La planta está diseñada para que casi todas las habitaciones tengan iluminación natural, siguiendo los esquemas clásicos típicos de la década de 1920.

## Residentes famosos
Entre las celebridades famosas viven o vivieron en el edificio, podemos destacar Ernst Toller, Robert De Niro, Sting, Norman Lear, Denzel Washington,  Bob Costas, el presidente de Goldman Sachs Lloyd Blankfein, el magnate ruso Dmitry Rybolovlev y su hija Ekaterina Rybolovleva, el exdirectivo de Citigroup Sandy Weill, Min Kao, Jeff Gordon (conductor de NASCAR); y el jugador de baloncesto profesional Álex Rodríguez.